# Nie opuszczaj mnie (film 2010)

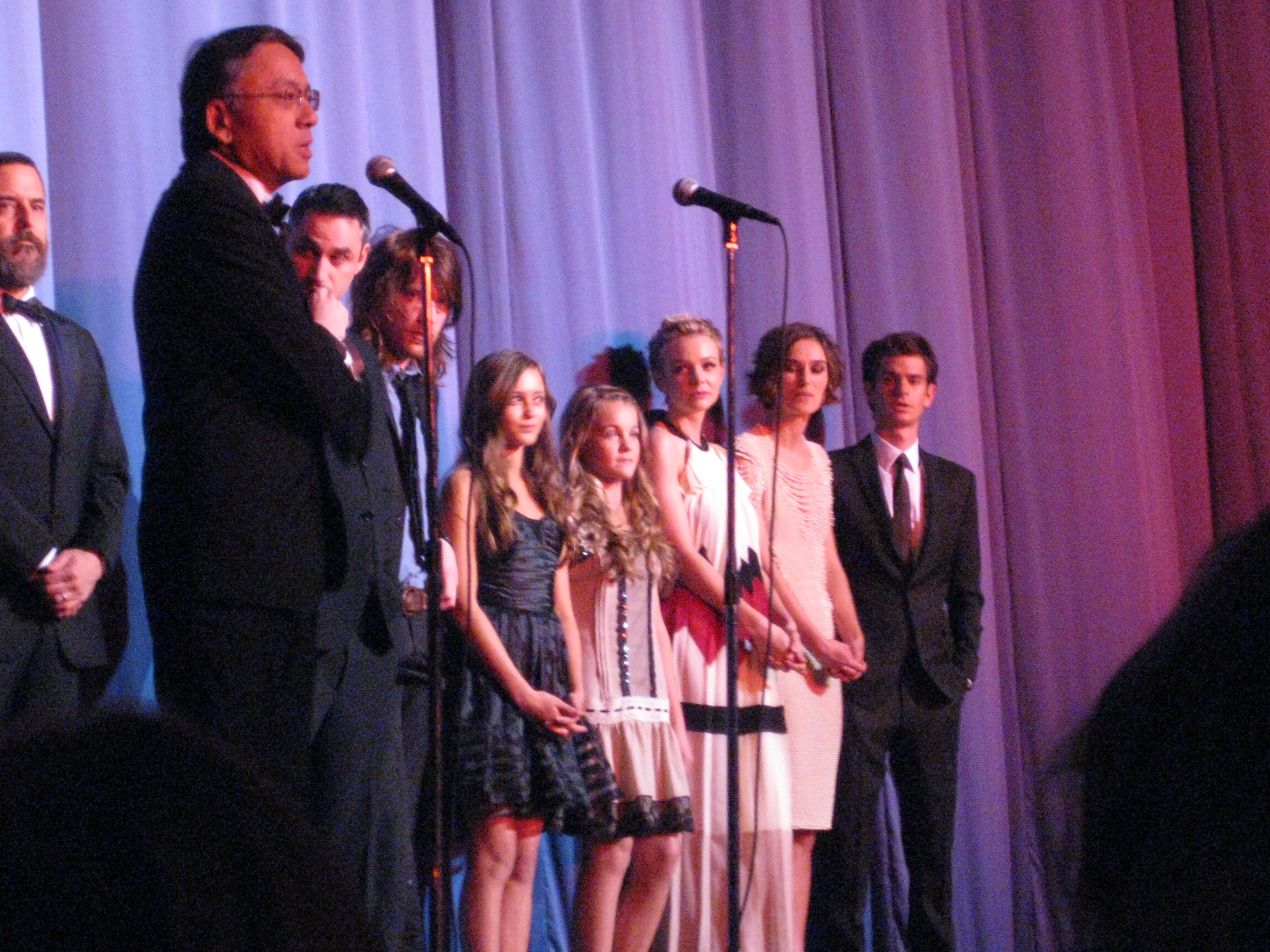
Twórcy i obsada filmu, podczas premiery na 54. Festiwalu Filmowym w Londynie

Nie opuszczaj mnie (ang. Never Let Me Go, 2010) – brytyjski melodramat z elementami dystopii i historii alternatywnej w reżyserii Marka Romanka. Adaptacja powieści Kazuo Ishiguro z 2005 roku, wydanej pod tym samym tytułem.
Światowa premiera filmu nastąpiła 3 września 2010 roku, podczas 37. Festiwalu Filmowego w Telluride. Następnie film został zaprezentowany podczas 35. Międzynarodowego Festiwalu Filmowego w Toronto (11 września), otworzył 54. Festiwal Filmowy w Londynie (13 października) oraz wyświetlany był podczas 26. Warszawskiego Międzynarodowego Festiwalu Filmowego (9 października). Z dniem 11 marca 2011 roku, firma Imperial CinePix wprowadziła film do dystrybucji do kin na terenie Polski.

## Fabuła
Jako dzieci, Ruth, Kathy i Tommy, spędzali dzieciństwo w pozornie idyllicznej, angielskiej szkole na prowincji. Kiedy stają się dorosłymi, młodymi ludźmi, okazuje się, że muszą pogodzić się z siłą miłości, jaką czują do siebie, jednocześnie przygotowując się do rzeczywistości, która niebawem ich nawiedza w nieprawdopodobnej postaci.

## Obsada
- Carey Mulligan jako Kathy H.
  - Isobel Meikle-Small jako młoda Kathy H.
- Keira Knightley jako Ruth
  - Ella Purnell jako młoda Ruth
- Andrew Garfield jako Tommy D.
  - Charlie Rowe jako młody Tommy
- Sally Hawkins jako panna Lucy
- Charlotte Rampling jako panna Emily
- Nathalie Richard jako Madame
- Domhnall Gleeson jako Rodney
- Andrea Riseborough jako Chrissie

## Nagrody i nominacje
25. ceremonia wręczenia Independent Spirit Awards
- nominacja: najlepsze zdjęcia − Adam Kimmel

13. ceremonia wręczenia nagród BIFA
- nagroda: najlepsza aktorka − Carey Mulligan
- nominacja: najlepszy niezależny film brytyjski
- nominacja: najlepsza reżyseria − Mark Romanek
- nominacja: najlepszy scenariusz − Alex Garland
- nominacja: najlepszy aktor drugoplanowy − Andrew Garfield
- nominacja: najlepsza aktorka drugoplanowa − Keira Knightley